# Sally Kipyego
Pour les articles homonymes, voir Kipyego.
Sally Jepkosgei Kipyego (née le 19 décembre 1985 à Kapsowar dans le district de Marakwet) est une athlète kényane spécialiste des courses de fond.

## Carrière
Étudiante à l'Université de Texas Tech, elle remporte de 2006 à 2009 neuf titres NCAA individuels pour le compte des Texas Tech Red Raiders. Elle s'impose à trois reprises dans l'épreuve du cross-country (2006, 2007 et 2008), à quatre reprises en salle (3 000 m en 2007, 5 000 m en 2007, 2008 et 2009), et deux fois en plein air (10 000 m en 2007 et 5 000 m en 2008).
Elle bat son record personnel du 5 000 m en fin de saison 2010 lors du Mémorial Van Damme de Bruxelles en 14 min 38 s 64. 
En mai 2011, à Palo Alto, Sally Kipyego porte son record personnel du 10 000 m à 30 min 38 s 35. Elle se classe deuxième du Meeting DN Galan de Stockholm derrière sa compatriote Vivian Cheruiyot, et obtient par ailleurs sa sélection pour les Championnats du monde de Daegu.
Lors de ces Mondiaux, elle termine deuxième du 10 000 m en 30 min 50 s 04 derrière sa compatriote Vivian Cheruiyot

## Palmarès
| Date | Compétition           | Lieu             | Résultat | Épreuve  |
| ---- | --------------------- | ---------------- | -------- | -------- |
| 2011 | Championnats du monde | Daegu            | 2e       | 10 000 m |
| 2011 | Ligue de diamant      | Ligue de diamant | 2e       | 5 000 m  |
| 2012 | Jeux olympiques       | Londres          | 2e       | 10 000 m |
| 2015 | Championnats du monde | Pékin            | 5e       | 10 000 m |
| 2021 | Jeux olympiques       | Tokyo            | 17e      | Marathon |

- Championnats NCAA : 9 titres individuels entre 2006 et 2009

### Records
| Épreuve  | Performance    | Lieu      | Date             |
| -------- | -------------- | --------- | ---------------- |
| 3 000 m  | 8 min 34 s 18  | Bruxelles | 5 septembre 2014 |
| 5 000 m  | 14 min 38 s 64 | Bruxelles | 27 août 2010     |
| 10 000 m | 30 min 26 s 37 | Londres   | 3 août 2012      |